# Odontispa
Odontispa là một chi bọ cánh cứng trong họ Chrysomelidae.
Chi này được miêu tả khoa học năm 1940 bởi Uhmann.

## Các loài
Chi này gồm các loài:
- Odontispa latipennis (Pic, 1928)